# Мусамухамедов Ризамат
Ризамат Мусамухаме́дов (нар. 24 лютого 1881, Ташкент — 13 березня 1979, Кибрай) — радянський передовий виноградар і організатор виробництва, Герой Соціалістичної Праці.

## Біографія
Народився 24 лютого 1881 року в місті Ташкенті Туркестанського генерал-губернаторства (нині Узбекистан) в родині потомственого виноградаря. Узбек. З 1895 року працював у виноробній фірмі «Дегрес» поблизу Ташкента, в якій до 1914 року працював його батько. З 1914 року працював виноградарем, потім головним спеціалістом господарства «Кенсан», з 1922 року — виноградар станції «Акквак», пізніше завідував дослідним виноградником Ак-Кавацької дослідної станції Всесоюзного науково-дослідного інституту бавовництва і іригації.
З 1947 року працював інструктором Ташкентського обласного управління сільського господарства, з 1950 року — головний агроном по виноградарству Міністерства сільського господарства Узбецької РСР. Під його керівництвом  і за його проектами в Голодностеп'ї, Каракалпакстані, Хорезмському оазисі, Бухарі і Самарканді було закладено 75 садів і виноградників загальною площею близько 4 тисяч гектарів.
Обирався депутатом Верховної Ради Узбецької РСР 2—5 скликань.
Жив в Ташкенті. Помер 13 березня 1979 року в Кибраї, похований в Ташкенті на кладовищі Ялангач-2..

## Відзнаки
- Герой Праці (1936);
- Герой Соціалістичної Праці (5 листопада 1962; за великі заслуги в розвитку виноградарства, розробку прогресивних способів обробітку виноградників і підготовку кадрів виноградарів в колгоспах і радгоспах[1]);
- Лауреат Сталінської премії 3-го ступеня (1952; за докорінне удосконалення методів формування, обрізки виноградних кущів і реконструкції виноградників);
- Почесний академік АН Узбецької РСР (1957—1961);
- Заслуженний виноградар Узбецької РСР (1935);
- Заслуженний агроном Узбецької РСР (1971);
- Нагороджений:
  - 3 ордена Леніна (25 грудня 1945; 11 січня 1957; 5 листопада 1962);
  - орден Жовтневої Революції (27 серпня 1971);
  - 2 ордена Трудового Червоного Прапора (23 січня 1946; 16 січня 1950);
  - орден «Знак Пошани» (15 лютого 1939; за створення одного з кращих виноградників в Середній Азії площею 40 гектарів із середньою врожайністю 14 тонн з гектара, а з окремих ділянок — до 25-30 тонн високоякісних сортів винограду[1]);
  - медалями, а також 3-ма Великими золотими, 4-ма Малими золотими, Великою срібною і 7-ма бронзовими медалями ВСГВ і ВДНГ СРСР, медаллю імені І. В. Мічуріна.

## Вшанування пам'яті
Його ім'ям названо навчальні заклади, вулиця в Ташкенті, колективні господарства в Сирдар'їнській і Ташкентської областях. Назву «Ризамат» присвоєно елітному сорту винограду з солодкими і великими плодами.